# Аурелијанов зид
Аурелијанов зид (лат. Muri Aureliani) је назив за римске градске зидине изграђене између 271. и 275., за време владавине римских царева Аурелијана и Проба.
Обим зидина је био 19 km, а површина опасаног подручја 13,7 km². Зидови су грађени од бетона, са наличјем од цигле, дебели 3,5 метара и високи 8 метара. Сваких 29,6 метара (100 римских стопа) је била изграђена по једна квадратна кула. Ипак, зидине нису пружале довољну заштиту Риму, па је престоница Западног римског царства након премештања из Медиоланума постала Равена.

## Галерија
- Пролаз за стражаре